# Helena Rakòsnik i Tomé
Helena Rakòsnik i Tomé   (Barcelona, 4 de març de 1957) és una mestra i funcionària catalana, coneguda per ser l'esposa del 129è president de la Generalitat de Catalunya, Artur Mas.

## Biografia
El seu pare, Joan Antoni Rakòsnik i Casas, pertanyia a una família d'industrials d'origen txec vinculada a l'empresa Cartonajes Rakosnik, que fou una de les més importants del sector. La seva mare, Helène Tomé García, nascuda a Narbona, era filla de Rufo Tomé de Segòvia, criat a Fresno de Caracena (província de Sòria), i d'una García de Llorca (Regió de Múrcia).
El 1979 va conèixer Artur Mas en el casament d'uns amics i es van casar tres anys més tard. La parella té tres fills: Artur, Patrícia i Albert.
Helena Rakòsnik va treballar com a mestra d'una escola a Barcelona fins al 1985, quan va començar a treballar en l'àrea de màrqueting i comunicació de TMB, on segueix actualment.
Entre el 2009 i el 2017 fou membre del patronat de la Fundació Rosa Oriol, vinculada a la família de joiers Tous. La polèmica va esclatar arran de la publicació d'una fotografia d'una festa a Cadaqués l'estiu d'aquell any, on apareixia Alba Tous en companyia de Carles Puigdemont i altres notoris independentistes. Això va desencadenar una campanya de boicot contra els Tous per part de l'espanyolisme, el que va motivar que Rosa Tous demanés la destitució de Pilar Rahola i Helena Rakòsnik. Les dues afectades van rebre el suport de Lucía Caram, directora de la fundació, i d'altres patrons. Aquesta acció va dividir la família Tous, que uns mesos després van abandonar la fundació, que passaria a dir-se Fundació del Convent de Santa Clara.